# ایست لس آنجلس (کالیفرنیا)
ایست لس آنجلس، کالیفرنیا (به انگلیسی: East Los Angeles) یک محدوده ثبت‌نشده در ایالات متحده آمریکا است که در شهرستان لس‌آنجلس، کالیفرنیا واقع شده‌است. شرق لس آنجلس ۱۹٫۳۰۲ کیلومتر مربع مساحت و ۱۲۶٬۴۹۶ نفر جمعیت دارد و ۶۱ متر بالاتر از سطح دریا واقع شده‌است. حدود ۹۷درصد از ساکنانش را لاتین‌تبارها تشکیل می‌دهند.